# Mads Ravn
Mads Ravn (* zwischen 1985 und 1990) ist ein dänischer Schauspieler.

## Karriere
Mads Ravns bekannteste und bisher einzige Filmrolle war im Jahr 2002 die des Jonas Balgaard in dem Jugendfilm Kletter-Ida. Dort spielte er neben Julie Zangenberg und Stefan Pagels Andersen die Hauptrolle. Seit diesem Film hat er keine weiteren Rollen als Schauspieler übernommen. Er trat im selben Jahr jedoch in der dänischen Fernsehsendung Snurre Snups søndagsklub auf.

## Filmografie
- 2002: Kletter-Ida (Klatretøsen)
- 2002: Snurre Snups søndagsklub (Dänisches Fernsehen, Staffel 16, Folge 1)